# Tweede Kamerverkiezingen 1972/Kandidatenlijst/ARP
Dit is de kandidatenlijst voor de Tweede Kamerverkiezingen 1972 van de Anti-Revolutionaire Partij (ARP).

## Landelijke kandidaten
- vet: verkozen
- schuin: voorkeurdrempel overschreden

1. Barend Biesheuvel - 592.570 stemmen
2. Willem Aantjes - 14.656
3. Jaap Boersma - 8.874
4. Bauke Roolvink - 6.885
5. Antoon Veerman - 599
6. Hannie van Leeuwen - 7.191
7. Kees Boertien - 989
8. Maarten Schakel - 6.682
9. Jan de Koning - 232
10. Tjebbe Walburg - 571
11. Arend Vermaat - 347
12. Ad Schouten - 1.193
13. Gerrit van Dam - 1.251
14. Hans de Boer - 495
15. Jan Nico Scholten[1] - 5.814
16. Jeltien Kraaijeveld-Wouters[1] - 1.256
17. Willem de Kwaadsteniet[1] - 216
18. Jan van Houwelingen[1] - 76
19. Bouke Beumer[1] - 150
20. Marten Beinema[1] - 91
21. Louw de Graaf - 106
22. Sytze Faber - 143
23. A.J. Schut-Heidinga - 245
24. Jan Krajenbrink - 127
25. G. van Dongen - 107

## Regionale kandidaten
De plaatsen 26 t/m 30 op de lijst waren per kieskring of stel kieskringen verschillend ingevuld.

### 's-Hertogenbosch
1. M. Engelen - 10
2. S. Reijenga - 26
3. H.J. Overweel - 25
4. B. Combée - 32
5. T.F. Paasterink - 69

### Tilburg
1. Jan de Geus - 19
2. Alis Koekkoek - 74
3. C.S.L. König - 13
4. B. Dueren den Hollander - 6
5. D. Westerhof - 35

### Arnhem, Nijmegen
1. Hendrik Willem van den Brink - 22
2. A. Wildeman - 33
3. G.J. Heideman - 15
4. J.J. van der Laan - 16
5. M. de Bijl - 31

### Rotterdam
1. H.A. Brokking - 16
2. E. Diemer - 26
3. J. Worst - 27
4. H.J. van der Meiden - 91
5. J.W. van der Schalk - 36

### 's-Gravenhage
1. L. van der Weide - 22
2. J.H.J. Rose - 15
3. M.T.H. de Gaay Fortman-Woltjer - 45
4. A. Platteel - 10
5. H. Verschoor - 30

### Leiden
1. Bram Kret - 26
2. Martien Paats - 41
3. T. Hopman - 10
4. H. Vink - 33
5. Dick van Vliet - 38

### Dordrecht
1. G. van Sliedregt - 26
2. J. van Katwijk - 36
3. Jan de Bruin - 41
4. H.A. van der Meer - 51
5. T.G. Boekestijn - 50

### Amsterdam
1. K.M. Tonkens-Kaajan - 19
2. J. Bootsma - 7
3. Enneüs Heerma - 6
4. J.H. Jonker - 10
5. J. Tamminga - 24

### Den Helder
1. A. van der Mark - 21
2. Jan Willem Bol - 12
3. C.C. Kakes-Veen - 29
4. Y. Amels - 27
5. IJsbrand Hendrik de Zeeuw - 21

### Haarlem
1. Willem Sizoo - 13
2. Fred Borgman - 58
3. Jan Achterstraat - 10
4. P. Reeskamp - 15
5. Job de Ruiter - 31

### Middelburg
1. Rinse Zijlstra - 14
2. W. Huson - 9
3. C. Balkenende - 15
4. A. Scheele-Dekker - 10
5. M. Lorier - 17

### Utrecht
1. P.L. Walraven
2. J.C. Voorzaat
3. J. van der Molen
4. W.Th. Vernhout
5. E.C. Diepeveen

### Leeuwarden
1. D. van der Til - 13
2. J.W. Noorda - 48
3. Geert Eijgelaar - 63
4. A. Willemsma-de Jong - 50
5. Klaas Tuinstra - 39

### Zwolle
1. E. Wiersema - 36
2. J.J.H. van de Kooy-Feenstra - 84
3. Remmelt Lanning - 20
4. K.A. Koekkoek - 124

### Groningen
1. Jaap van Dijk - 36
2. Dick van der Zaag - 82
3. H. Bulthuis - 77
4. T. Krajenbrink-Muntingh - 34
5. Joop Flokstra - 33

### Assen
1. Jan van Noord - 26
2. A.R. van Dellen - 55
3. E.J. Blokzijl - 43
4. H. Scholtens - 35
5. J.J. Stavast - 37

### Maastricht
1. M. van der Zwaag - 40
2. G. van de Belt - 26
3. L. Bouman - 57
4. A.A. Beuzekom - 8
5. J. Strikwerda - 42

PvdA · KVP · VVD · ARP · D'66 · CHU · DS'70 · CPN · SGP · PPR · GPV · PSP · DMP · NMP · Boerenpartij · RKPN · Partij van het Recht · Anti-Woningnood Aktie · Lijst 17 (kieskringen X en XI) · Nieuwe Roomse Partij
1918 · 1922 · 1925 · 1929 · 1933 · 1937 · 1946 · 1948 · 1952 · 1956 · 1959 · 1963 · 1967 · 1971 · 1972 · 1977